# 周中興

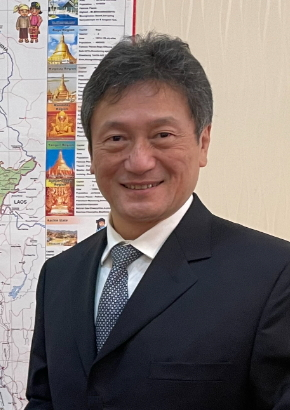
2023年攝於緬甸仰光

周中興，中華民國外交官。畢業於東吳大學法学学士、南美以美大學法学硕士、倫敦大學法學博士。曾派往駐菲律賓臺北經濟文化辦事處、駐檀香山臺北經濟文化辦事處，以及歷任外交部領事事務局簽證組長、駐奧克蘭臺北經濟文化辦事處總領事銜處長、外交部領事事務局副局長等職務，現任駐緬甸臺北經濟文化辦事處大使銜代表。
周中興的妻子黎倩儀同為外交官，擔任過外交部國會事務辦公室執行長、駐斐濟臺北商務辦事處大使銜代表、駐帛琉大使等職務。
| 外交職務      | 外交職務                                   | 外交職務      |
| ------------- | ------------------------------------------ | ------------- |
| 前任： 李朝成 | 中華民國駐緬甸代表 2023年3月－             | 繼任： '      |
| 前任： 丁樂群 | 中華民國駐奧克蘭處長 2015年1月－2018年12月 | 繼任： 劉永健 |